# American Cyanamid
American Cyanamid è un'azienda manifatturiera chimica degli Stati Uniti d'America, attiva fino al 1994.

## Storia
Fondata nel 1907 da Frank Washburn, fu la prima manifatturiera statunitense a produrre il vaccino anti-poliomielite di Albert Bruce Sabin.
Nel 1994, la American Home Products lanciò una offerta pubblica di acquisto in denaro per 9,5 miliardi di dollari per l'acquisto della American Cyanamid. L'affare rappresentava, ai tempi, la seconda più importante  acquisizione industriale nella storia degli Stati Uniti. Negli anni che seguirono, la American Home Products cambiò nome in Wyeth.
Nel 2009, la Wyeth si unì alla Pfizer.
In Italia, la American Cyanamid era presente con una joint-venture con stabilimenti a Catania ed uffici a Roma e Pomezia.